# Tray Deee
Tray Deee é um rapper americano qual fazia parte do grupo Tha Eastsidaz.